# Ingenio Bolívar

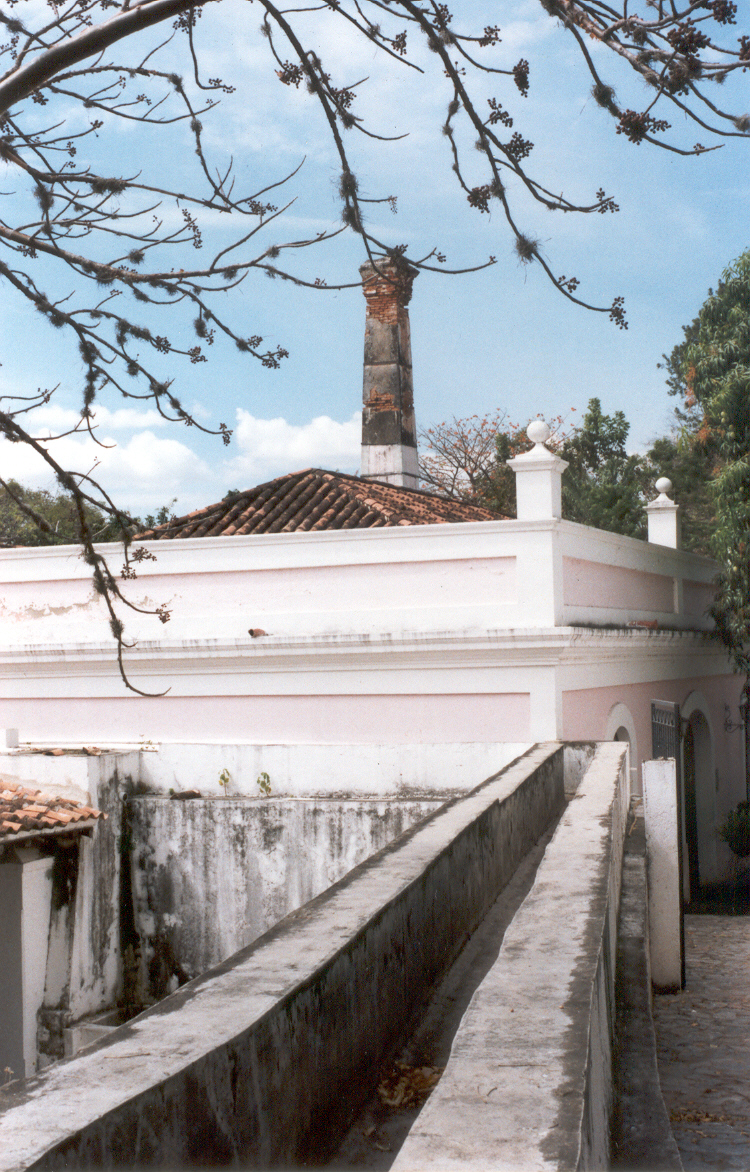
Ingenio azucarero de la Hacienda San Mateo, Estado Aragua, Venezuela. Canal de aducción para el molino.

El Ingenio Bolívar (también llamada Museo de la Caña de Azúcar, Hacienda Ingenio Bolívar o Hacienda de San Mateo) es una factoría azucarera, hacienda, museo y monumento histórico que se encuentra en una antigua propiedad de la familia de Simón Bolívar, ubicada en San Mateo, Municipio Bolívar del Estado Aragua, al centro-norte del país suramericano Venezuela. Es un ejemplo de institución o empresa agroindustrial iniciada durante la época colonial hispanoamericana.

## Descripción
Consta de un canal de aducción, una rueda hidráulica, un horno (con la chimenea visible en la imagen de la izquierda) que era alimentado con el bagazo de la caña como combustible y las calderas, bateas y alambiques que se usaban para producir papelón (pan de azúcar), azúcar o ron. Actualmente es la sede del "Museo de la Caña de Azúcar" (en el propio Ingenio) y del museo militar que se ubica en la casa alta.

## Historia

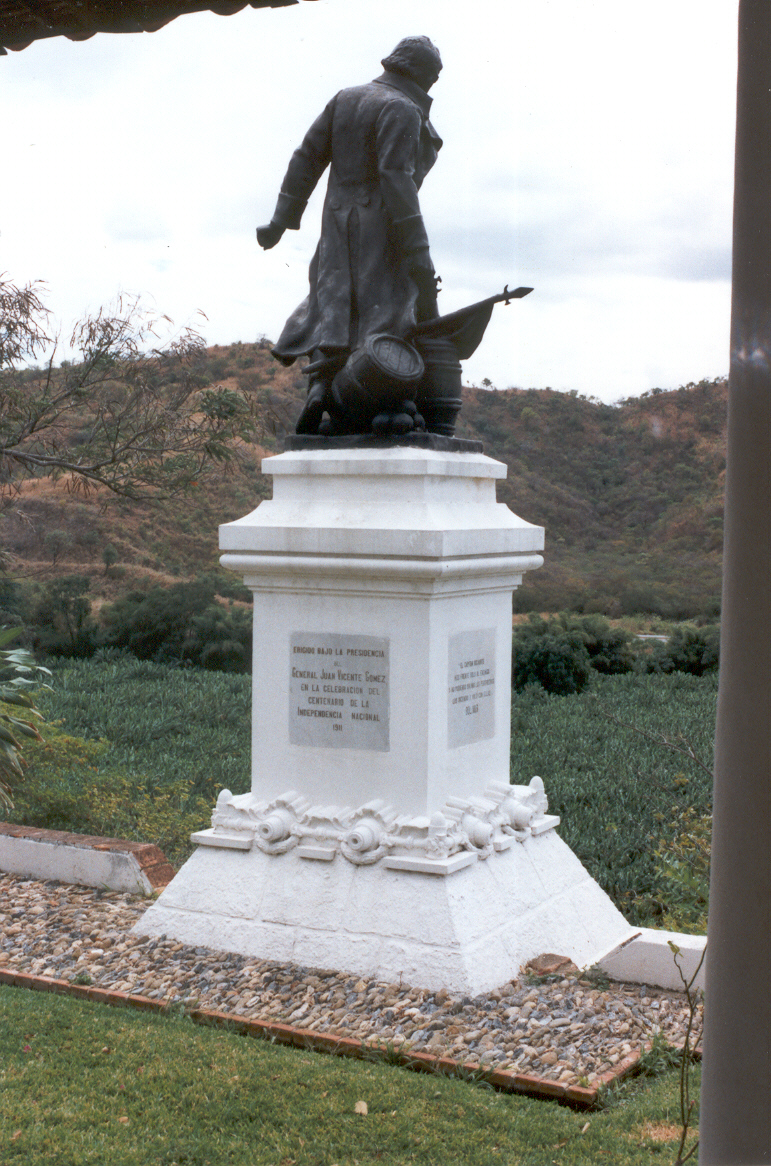
Estatua conmemorativa de Antonio Ricaurte en la casa alta de la Hacienda de los Bolívar, en San Mateo, Estado Aragua.

La Hacienda de la familia Bolívar en San Mateo, ahora convertida en un museo histórico militar, constituye un conjunto formado por dos construcciones de mayor importancia: la casa alta (residencia) y la hacienda propiamente dicha, donde se encuentra el Ingenio azucarero. Esta hacienda se encuentra en la parte oriental de los Valles de Aragua, en unos terrenos que pertenecieron a la familia Bolívar desde que "Simón de Bolívar el Viejo" (considerado el fundador de la familia, que procedía de la Puebla de Bolívar, en el País Vasco y era padre de Simón de Bolívar el Mozo) obtuvo una encomienda en la zona a fines del siglo XVI. 
La casa alta contenía un polvorín durante la Guerra de la Independencia, que fue volado por su custodio, Antonio Ricaurte (natural de la Villa de Leyva, provincia de Ricaurte, actual Colombia) para evitar que el mismo cayera en manos realistas, lo cual logró con el sacrificio de su propia vida. Una estatua suya en la casa alta muestra el instante de su acción heroica.
Una estatua del escultor Lorenzo González conmemorativa de la voladura del parque de guerra por Antonio Ricaurte está emplazada en la esquina SE de la casa alta. En esta hacienda puede comprobarse la casi total sustitución de la caña de azúcar por cambures o bananos.
En el año 1800 fue visitada por Alejandro de Humboldt quien destacó su avanzado sistema hidráulico. En 1924 durante el gobierno de Juan Vicente Gómez la propiedad fue adquirida por el Estado. En 1964 el gobierno la declaró monumento histórico nacional. En 2006 la Casa San Mateo e Ingenio Bolívar pasaron a depender de la Fundación de Museos de Venezuela. En 2014 es declarado Museo del Azúcar.